# Charles-Ange Laisant
Pour les articles homonymes, voir Laisant.
Charles-Ange Laisant, né le 1er novembre 1841 à Indre, mort le 5 mai 1920 à Asnières-sur-Seine, est un militaire, un mathématicien et un homme politique français républicain radical, espérantiste, boulangiste dans les années 1880 et dreyfusard à la fin des années 1890, député de la Loire-Inférieure de 1876 à 1885 et de la Seine de 1885 à 1893. De 1893 à sa mort, sous l'influence de son fils Albert, il devient anarchiste.
Lors de la Première Guerre mondiale, il est l’un des signataires du Manifeste des Seize rassemblant les libertaires partisans de l'Union sacrée face à l'Allemagne.

## Biographie

### Origines
Charles-Ange Laisant est le fils de Benjamin Laisant, 19 ans, clerc de notaire, et d'Alida-Lucie Thuez, 26 ans, domiciliés dans le bourg de Basse-Indre.
Charles-Ange Laisant est présenté comme le neveu d'Ange Guépin (1805-1873), médecin et homme politique nantais, républicain socialisant, lié à Louis Blanc, Jules Michelet, Henri Martin et René Waldeck-Rousseau. Il était en tout cas très proche de lui : lors des funérailles d'Ange Guépin, le 23 mai 1873, il est le second à prononcer un discours après René Waldeck-Rousseau, alors maire de Nantes.

### Formation et débuts professionnels
Après des études secondaires au lycée de Nantes, il étudie à l’École polytechnique (promotion 1859) et devient officier du génie à l’École d’application de cette arme.
Il est capitaine en 1870 et participe, lors du siège de Paris (septembre 1870 – janvier 1871), à la défense du fort d'Issy avec Louis Fiaux. Après l'armistice, il est affecté à Tours tout en se présentant à des élections à Nantes : il est battu aux législatives de 1871, mais est élu conseiller général en octobre.
À partir de 1873, il est affecté en Corse, puis en Algérie.

### Carrière politique (1876-1893)
En 1876, il démissionne de l'armée pour se présenter sous la bannière républicaine aux élections législatives dans la première circonscription de Nantes et est élu ; ce mandat est renouvelé deux fois ; il se présente ensuite deux fois avec succès dans la Seine. Pendant ses quinze années à la Chambre, il siège à l'extrême gauche. En mai 1877, il est l'un des signataires du manifeste des 363.
En 1877, il obtient un doctorat ès-sciences (mathématiques).
En 1879, il devient directeur du journal Le Petit Parisien. À ce titre, il est condamné à une lourde amende pour avoir diffamé le général Courtot de Cissey.
Ardent défenseur de plusieurs réformes démocratiques, comme l'extension à tous les citoyens d'un service militaire obligatoire de 3 ans, ou la création de la Caisse nationale des retraites, il est aussi un ardent révisionniste, ayant une haine des opportunistes du parlementarisme. Il compte parmi les boulangistes députés du « groupe ouvrier » de 1885 et publie deux manifestes politiques (Pourquoi et comment je suis boulangiste, 1887 et l'Anarchie bourgeoise, 1887). Il est l'un des contributeurs et souscripteurs de la Grande Encyclopédie de Berthelot. Il est sincèrement boulangiste. Il fut réélu, sous l'étiquette boulangiste, député de la Seine dans la 1re circonscription du XVIIIe arrondissement de Paris face au socialiste Laffont en 1889. En janvier 1890, il devient vice-président du Comité républicain national, qu'il a participé à fonder et où il était l'assistant de Georges Laguerre et Alfred Naquet. Il fait signer un communiqué du CRN le 5 mai pour indiquer que le Comité ne pratiquerait plus l'agitation. Le 13 mai, il reçoit une lettre de Boulanger lui indiquant qu'il désavoue l'organisation. En réponse, le 21 mai, le CRN est dissous, permettant à chacun des boulangistes de suivre sa voie politique. Toutefois, aigri par l'impasse du boulangisme, il ne devait pas se représenter aux élections de 1893.

### De 1893 à 1920

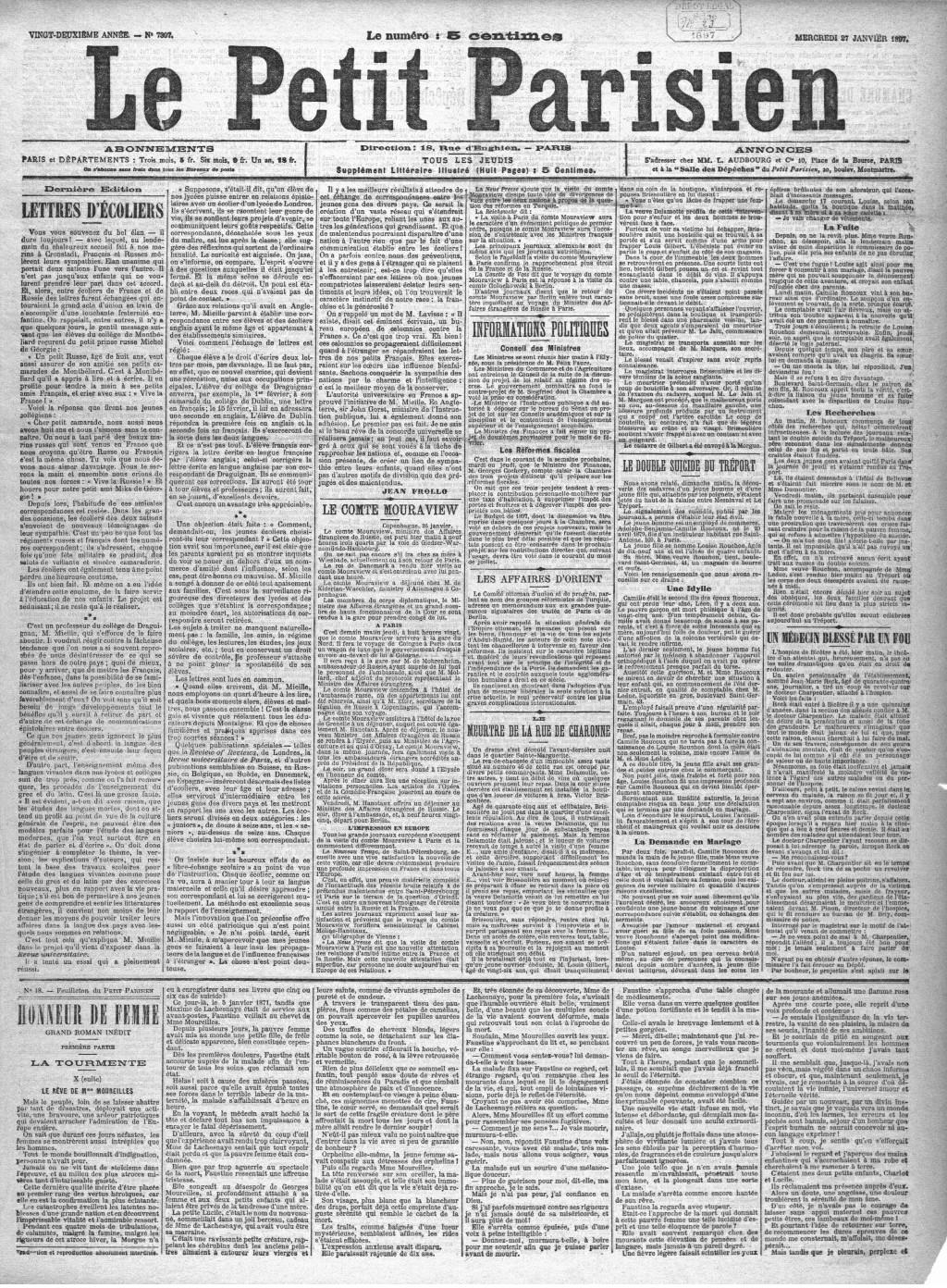
Une du Petit Parisien du 27 janvier 1897, avant un éditorial de Laisant, sous le pseudonyme « Jean Frollo ».

Il renonce à sa carrière politique en 1893, se consacrant à de nombreuses activités. Il joue un rôle important dans le milieu des mathématiciens, mais aussi dans celui des pédagogues, et participe aux mouvements libre-penseur, espérantiste. Il était vice-président du groupe d'espéranto de Paris en 1901. Il est poursuivi en 1897 pour le scandale de Panama mais il est acquitté comme la plupart des accusés. 
Il évolue vers l'anarchisme sous l'influence de son fils Albert, il adhère à la Ligue des droits de l'Homme, et milite à la Fédération communiste anarchiste (1913). Il est un ardent défenseur d'Alfred Dreyfus.
En ce qui concerne les mathématiques, après avoir publié plusieurs livres, Introduction à la méthode des quaternions et Théorie et applications des équipollences (1887), en 1894, il fonde, avec Émile Lemoine, un journal de mathématiques, L'Intermédiaire des mathématiciens ; il est aussi élu président de la Société mathématique de France.
Dans les années de l'avant-guerre, il contribue aux journaux : La Bataille syndicaliste, l'École émancipée, L'Idée libre (créée en 1911). Il occupe également les fonctions de vice-président de la Société astronomique de France (SAF) entre 1907 et 1909, mais il démissionne après l’exécution de Francisco Ferrer par le roi Alphonse XIII, aussi membre de la société et que le bureau de SAF refusait alors d'exclure.
Dès 1914, il soutient l'Union sacrée. Durant la Première Guerre mondiale, il est l'un des signataires du « Manifeste des Seize » 1916, personnalités du mouvement anarchiste qui prennent parti pour les Alliés et contre l'Allemagne.

### Engagement dans la franc-maçonnerie
Charles-Ange Laisant appartient à la loge « Les Libres-Penseurs » à l'Orient du Pecq de la Grande Loge symbolique écossaise, quand en 1882, Maria Deraismes y est initiée au mépris des règlements de cette obédience masculine. L'atelier est mis en sommeil et la réception de Maria Deraismes déclarée nulle et non avenue. Huit ans plus tard, le frère Georges Martin, tenant du féminisme et de la libre pensée (dont Maria Deraismes était un des fleurons), fonde avec la sœur Deraismes Le Droit Humain. Le frère Laisant membre de la loge « Raspail », adhère à la nouvelle obédience mixte.

### Mort
À sa mort il est incinéré au cimetière du Père-Lachaise où se trouvent aussi les urnes de son fils, Albert (1873-1928), militant anarchiste et poète, et de son petit-fils Charles (1911-1952), militant anarcho-syndicaliste et pacifiste.

## Publications

### Mathématiques
- Applications mécaniques du calcul des quaternions. Suivi de Sur un nouveau mode de transformation des courbes et des surfaces, Paris, Verdière, 1877 (thèse), [lire en ligne].
- Introduction à la méthode des quaternions, 1881.
- Théorie et applications des équipollences, 1887.
- Sur la numération factorielle, application aux permutations, 1888, [lire en ligne].

### Politique
- L'Anarchie bourgeoise, 1887.
- Pourquoi et comment je suis boulangiste, 1887.

## Décorations

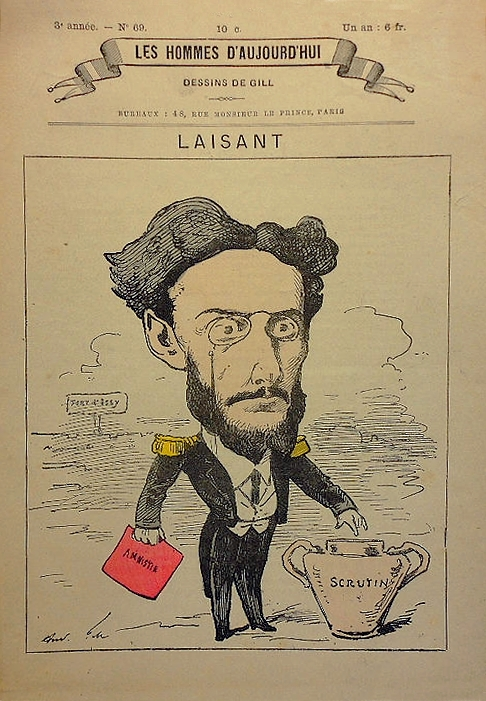
Caricature de Laisant par André Gill (1879), Les Hommes d'aujourd'hui, n°69.

- Chevalier de la Légion d'honneur 18 janvier 1871 :
- Officier de la Légion d'honneur 22 juillet 1902[15].